# Priscila Daroit
Priscila Zalewski Daroit (ur. 10 sierpnia 1988 w Porto Alegre) – brazylijska siatkarka, reprezentantka kraju, grająca na pozycji przyjmującej.

## Sukcesy klubowe
Mistrzostwo Brazylii:
- 2021, 2022[2], 2024[3]
- 2014, 2016, 2023[4]
- 2013, 2015, 2018

Klubowe Mistrzostwa Ameryki Południowej:
- 2014, 2018, 2022[5], 2024[6]
- 2020, 2021, 2023[7]
- 2025[8]

Klubowe Mistrzostwa Świata:
- 2014

Superpuchar Brazylii:
- 2019, 2023[9], 2024[10]

Puchar Brazylii:
- 2021, 2023[11]

## Sukcesy reprezentacyjne
Mistrzostwa Ameryki Południowej Kadetek:
- 2004

Mistrzostwa Świata Kadetek:
- 2005

Mistrzostwa Ameryki Południowej Juniorek:
- 2006

Mistrzostwa Świata Juniorek:
- 2007

Puchar Panamerykański:
- 2007, 2012

Volley Masters Montreux:
- 2013

Grand Prix:
- 2013

Liga Narodów:
- 2022[12]

Mistrzostwa Świata:
- 2022[13]

Mistrzostwa Ameryki Południowej:
- 2023[14]

## Nagrody indywidualne
- 2024: Najlepsza przyjmująca Klubowych Mistrzostw Ameryki Południowej[15]